# Workflow Innovation Terminal
Workflow Innovation Terminalとは、三井住友銀行などで採用されている銀行窓口業務用の端末である。略称は頭文字をとったWIT。端末のオペレーティングシステムはWindows NT。

## 概要
1998年、三井住友銀行の前身である住友銀行が、NECと共同で開発した。スキャナとOCR機能を活用することで、銀行窓口業務におけるミスの発生要素自体を減らし、結果的に各取引についての所要時間短縮、ひいては業務の効率化、効果的な人員配置、銀行経営改善につながるものである。この発想については、のちに、多くの金融機関で採用され、1999年には同じ住友グループの住友信託銀行でも同様のシステムを採用（NBT）し、2003年には関西銀行（現・関西みらい銀行）でもWITを採用した。なおハードウェア自体の正式な名称はNBTであるが、三井住友銀行などの端末は使われているシステムの名称からWITと呼称される。NBTはハードウェアのみの区分であるため搭載されるシステムについては規定がなく、またハードウェア自体にもいくつかの種類がある。そのため住友信託銀行のNBTは三井住友銀行のWITとは別であるし、オペレーティングシステムにWindows 2000を搭載したものも存在する。
住友銀行に納入されたWITはNEC製であるが、三井住友銀行になって以後は、ハードウェアに関してのみ沖電気工業製のものも登場している。これは、（三井住友銀行発足時に住友銀行との合併相手であった）旧さくら銀行の窓口端末が沖電気工業製であったことに起因している。2008年、WITをソフトウェア・ハードウェアとも更新する目的で誕生した窓口端末CUTEは、三井住友銀行・NEC・沖電気工業の共同開発となっている。

## 従来のシステムとの相違点
当時の銀行窓口業務といえば、
1. 顧客が用紙に押した印鑑が、通帳に貼り付けてある副印鑑と同一のものであるかどうかを、窓口の銀行員が目で確認する（印鑑照合）
2. 顧客が用紙に記入した内容（金額など）を、窓口の銀行員が目で確認して端末にキーボードで入力する
3. 窓口の端末が処理した内容を印字出力した用紙と、顧客が記入した用紙とを、窓口奥側にいる別の銀行員（係長など）が目でチェックし、処理にミスがないかを確認する
4. チェックが済んでようやくひとつの取引業務が終了する

という、人間の視覚と記憶力に依存してはじめて業務が可能となるものであった。それゆえにミスの発生もおこりやすく、ミス発生の回避対策として、ひとつの取引について複数の銀行員が関与（確認）する手法がとられていた。
これに対して、顧客が用紙に記入した内容を直接端末が読み取って認識・処理することで、人間の視覚と記憶力に依存せず、ゆえにミスの発生を抑制できるようにしたのが、WITの特徴である。
WITを導入した結果、銀行窓口業務は
1. 取引件数の多い業務（預金口座開設・預け入れ・引き出し・振込・両替・公共料金の収納など）については、基本的に、用紙をスキャナーで読み取らせるだけで処理が進められるようになった。
2. 1.の結果、端末操作時の業務ミスが発生しにくくなったうえ、チェックは窓口の銀行員が行えるようになったため、ひとつの取引業務の所要時間が短縮し、ひいては客の待ち時間短縮にもつながった。

## その他
なお、WITでは、当初から印鑑照合も自動でできるように設計されていたが、住友銀行各店舗で管理していた印鑑（届出印影）を電子化するのに時間を要したため、印鑑照合については、WIT導入後も通帳に副印鑑を貼り付け続け、窓口の銀行員ならびに窓口奥側にいる別の銀行員の視覚を頼りに、用紙に押された印鑑を通帳の副印鑑と照合していた。また、届出印影とも照合する必要があった取引は、取扱店（取引店）以外での取引ができず、取扱店以外の窓口で受け付けた場合には、取扱店へ通帳証書や用紙などを郵送しての対応となっていたため、日数を要していた。住友銀行において届出印影が電子化され全国どこの店舗でも届出印影との印鑑照合が可能になったのは、さくら銀行と合併し三井住友銀行となる直前の、2001年3月初旬であった。WITの導入やワンズダイレクト（三井住友銀行ではOne'sダイレクト→SMBCダイレクト）など銀行業務ならびにサービスにおいてさくら銀行よりも先進的であった（それゆえに、合併した三井住友銀行の勘定系システムは旧住友銀行の勘定系システムがほぼそのまま採用された）住友銀行だったが、こと届出印影の電子化ならびに副印鑑の廃止については、さくら銀行よりも遅れることになった。